# Tegernsee
Tegernsee (pronunciación en alemán: /ˈteːɡɐnˌzeː/ⓘ) es una localidad de Baviera, Alemania, que toma su nombre del lago en el que está ubicada. Es famoso por sus balnearios.

## Historia
Tegernsee fue fundada en el año 746 por monjes benedictinos, los cuales tuvieron una influencia sustancial en la región de Baviera y en su desarrollo. Aún hoy existe la famosa abadía de Tegernsee. En 1803, en el marco de las guerras napoleónicas pasó a ser la residencia de verano de la familia real bávara, los Wittelsbach, lo que contribuyó a atraer cortesanos y visitantes al lago.

## Geografía
Tegernsee está situada entre el distrito de Miesbach a unos 50 km al sur de Múnich y los Alpes bávaros. Tirol y Austria están a unos 20 km de distancia. Por la belleza alpina del lugar, su rica historia y los numerosos balnearios y centros deportivos, el pueblo de Tegernsee y el área circundante al lago es de gran atracción turística tanto en verano como en invierno. En el censo del año 2004 Tegernsee registró una población de cinco mil habitantes, la población total del valle del río Tegernsee es de 32 000 personas.
Otros pueblos en el lago Tegernsee son Kreuth, Bad Wiessee, Gmund am Tegernsee y Rottach-Egern.